# Hyllus gulosus
Hyllus gulosus là một loài nhện trong họ Salticidae.
Loài này thuộc chi Hyllus. Hyllus gulosus được Eugène Simon miêu tả năm 1877.